# ケンジントン・オーバル
ケンジントン・オーバル（Kensington Oval）はバルバドス・ブリッジタウン西部に位置するクリケット場。西インド諸島を代表するクリケット場で、120年の歴史がある。

## 概要
当オーバルはピックウィッククリケットクラブは1882年にグラウンド所有されるようになった。
1930年にイングランドとの国際試合を初めて行った。
2007年のワールドカップを契機に大規模改修が行われた。決勝ではオーストラリアが3連覇を達成。
2010年と24年に男子T20ワールドカップ決勝が開催。